# Capo di stato maggiore della difesa del Regno Unito
Il Capo di Stato Maggiore della Difesa del Regno Unito (in inglese: Chief of the Defence Staff) è il Comandante professionale delle Forze armate britanniche e il principale consigliere militare del governo del Regno Unito.
Il Capo di Stato Maggiore della Difesa ha sede presso il Ministero della difesa britannico e collabora con il Sottosegretario di Stato Permanente alla Difesa.  

## Funzioni
Ufficialmente il monarca britannico è il comandante in capo delle forze armate, ma in pratica il governo fornisce la guida militare attraverso il Consiglio di difesa, di cui il Chief of the Defence Staff è uno dei membri. 
È l'ufficiale di grado più alto che presta attualmente servizio nelle forze armate. Presiede anche il Comitato dei Capi di Stato Maggiore. È coadiuvato dal Vice Capo di Stato Maggiore delle Forze Armate.

## Storia
La carica di Capo di Stato Maggiore delle Forze Armate è stata creata nel 1959 per illustrare la nuova concezione delle operazioni congiunte emersa durante la seconda guerra mondiale. Fino a quella data la carica più elevata era quella di Capo di stato maggiore imperiale.
Il Capo di Stato Maggiore delle Forze Armate deteneva originariamente il grado più alto della sua forza armata di origine, ma con la fine della guerra fredda e la conseguente riduzione delle forze militari, dal 1997 al Capo di Stato Maggiore della Difesa spetta solo il grado di Generale dell'Esercito (Royal Army), Ammiraglio per la Marina (la Royal Navy) o Maresciallo capo dell'aria per l'aeronautica militare (la Royal Air Force).

## Lista
- 1959-1959 : Marshal of the Royal Air Force William Dickson
- 1959-1965 : Admiral of the fleet Louis Mountbatten
- 1965-1967 : Field marshal Richard Hull
- 1967-1971 : Marshal of the Royal Air Force Charles Elworthy
- 1971-1973 : Admiral of the fleet Peter Hill-Norton
- 1973-1976 : Field marshal Michael Carver
- 1976-1977 : Marshal of the Royal Air Force Andrew Humphrey
- 1977-1977 : Admiral of the fleet Edward Ashmore
- 1977-1979 : Marshal of the Royal Air Force Neil Cameron
- 1979-1982 : Admiral of the fleet Terence Lewin
- 1982-1985 : Field marshal Edwin Bramall
- 1985-1988 : Admiral of the fleet John Fieldhouse
- 1988-1991 : Marshal of the Royal Air Force David Craig
- 1991-1992 : Field marshal Richard Vincent
- 1992-1994 : Marshal of the Royal Air Force Peter Harding
- 1994-1997 : Field marshal Peter Anthony Inge
- 1997-2001 : General Charles Guthrie
- 2001-2003 : Admiral Michael Boyce
- 2003-2006 : General Michael Walker
- 2006-2010 : Air chief marshal Graham Eric Stirrup
- 2010-2013 : General David Richards
- 2013-2016 : General Nick Houghton
- 2016-2018 : Air chief marshal Stuart William Peach
- 2018-2021 : General Nick Carter
- Dal 2021 : Admiral Tony Radakin